# 星辰墜落之國的妮娜
《星辰墜落之國的妮娜》是莉卡淇所繪製的日本少女漫畫。2019年10月1日開始在月刊《Be·Love》連載，2020年3月起經Be·Love KC發行實體單行本。曾獲頒該出版社主辦的「第46屆講談社漫畫賞少女部門」受獎作品。2024年11月起改編為輕小說，由萌希桃負責撰寫，並且發行實體書。
2023年11月30日，宣佈將改編為電視動畫，由Signal.MD擔任動畫製作，於2024年10月到12月播放。

## 故事簡介
住在福爾托納國城下町的孤兒少女妮娜，本來跟朋友過著貧窮但幸福的生活。但好景不長，她遭到朋友背叛，被賣給了第二王子阿茲爾，阿茲爾要求她取代因意外去世的公主阿莉夏，就只因她跟過世的公主都擁有一雙水藍琉璃色的眼瞳。為了扮演好公主，她接受阿茲爾的教導，學習了關於「星之巫女」的所有知識與公主的端莊儀態。隨著時間的推移，妮娜漸漸的對阿茲爾產生了情愫。
另一方面，妮娜被賦予政略結婚任務，必須遠嫁強國加爾加達的第一王子賽特，妮娜到了當地，賽特卻發覺這個女孩似乎有些那麼與眾不同。造化弄人。妮娜與兩個王子之間的情感糾葛正被命運所翻弄著。

## 登場人物

### 主要角色
妮娜／阿莉夏·賽斯·福爾托納（聲：田中美海）
本作的主角。居住在福爾托納國城下町的孤兒少女，天生擁有一雙水藍琉璃色眼瞳。五年前的一場瘟疫奪走了雙親，使得她流落街頭，與同樣成為孤兒的薩吉、科林兄弟一起生活。但在科林病逝後，薩吉背叛了她，將她賣給第二王子阿茲爾。阿茲爾要求她假冒意外過世的「星之巫女」阿莉夏公主。
妮娜的性格天真爛漫且調皮，雖然她的孤兒出身背景讓人覺得毫無教養，但在不到三個月的時間裡，她努力學習關於巫女的所有知識，以及作為公主的端莊儀態。儘管她除了眼瞳的顏色外，跟原本的阿莉夏公主沒有任何相似之處，但由於公主被選為「星之巫女」後，自小就必須居住在城外的星離宮裡，故幾乎沒有人見過公主的真正模樣，沒有人察覺到她已調換身份成為公主的替身。
阿茲爾·賽斯·福爾托納（聲：梅原裕一郎）
福爾托納國第二王子，有著灰金色的眼瞳。他原本準備把阿莉夏公主從星離宮帶到王宮裡，阿莉夏公主所乘坐的馬車墜落到懸崖下而意外過世。權衡之下，他只能找妮娜來替代原本的公主，並且花了三個月的時間，盡心教導妮娜關於巫女及公主的所有知識與儀態。
實際上，他也是一個替代品，原本的第二王子早在4歲時就發生意外事故而過世。當時的太上皇故意隱瞞了這起事件，並把他找來代替原本的王子，太上皇花了十年嚴格教育他。他在13歲就已成為深受臣下期待的皇子，在17歲時他具備了指揮一個軍事連隊的聰明才智。
賽特（聲：內山昂輝）
加爾加達國第一王子。跟異母兄弟比多、尤爾、托特共四人正在爭奪王位。他平時冷酷的言詞和舉止，讓身旁的人深所畏懼。他喜歡藉由從它國迎接眾多公主，讓這些公主到自己國家當作他的新娘候選人，並引誘她們殺死自己，一但這些公主實行這個意圖，便舉兵報復性的毀滅該國。
然而，這一切都被妮娜看穿了，起初他也將妮娜視為跟其他公主一樣，認為她只是為了政治目的才來此處合婚，但隨著時間推移演進，他開始覺得妮娜跟其他人似乎有些不同。
太上皇（聲：屋良有作）
福爾托納現任國王的祖父，阿莉夏、阿茲爾、穆赫魯姆的曾祖父。住在距離皇宮約半天步行路程的一棟紅頂離宮裡。十年前他還能走路，但現在因腐毒的緣故導致雙腿癱瘓，只能在寢室裡稍微走動。
穆赫魯姆·賽斯·福爾托納（聲：東山奈央）
福爾托納國第一王子。阿莉夏、阿茲爾的同父異母弟，雖是第一王子，但身高卻只到妮娜的腰際。
福爾托納王（聲：祐仙勇）
福爾托納的現任國王。
福爾托納王妃（聲：石井未紗）
福爾托納的現任王妃，第一王子穆赫魯姆的親生母親。她試圖讓自己的親生兒子穆赫魯姆繼承整個王國，所以非常厭惡第二王子阿茲爾，但也承認阿茲爾的各方面能力都相當優秀。

## 出版書籍
| 冊數 | 講談社         | 講談社                 | 東立出版社    | 東立出版社             |
| 冊數 | 發售日期       | ISBN                   | 發售日期      | ISBN                   |
| ---- | -------------- | ---------------------- | ------------- | ---------------------- |
| 1    | 2020年3月13日  | ISBN 978-4-065-18717-3 | 2021年10月4日 | ISBN 978-957-26-6324-0 |
| 2    | 2020年7月13日  | ISBN 978-4-065-20217-3 | 2023年6月9日  | ISBN 978-957-26-8453-5 |
| 3    | 2020年10月13日 | ISBN 978-4-065-20983-7 |               |                        |
| 4    | 2021年2月12日  | ISBN 978-4-065-22365-9 |               |                        |
| 5    | 2021年6月11日  | ISBN 978-4-065-23658-1 |               |                        |
| 6    | 2021年10月13日 | ISBN 978-4-065-25681-7 |               |                        |
| 7    | 2022年2月10日  | ISBN 978-4-065-26769-1 |               |                        |
| 8    | 2022年7月13日  | ISBN 978-4-065-28572-5 |               |                        |
| 9    | 2022年11月11日 | ISBN 978-4-065-29878-7 |               |                        |
| 10   | 2023年3月13日  | ISBN 978-4-065-31144-8 |               |                        |
| 11   | 2023年8月10日  | ISBN 978-4-065-32772-2 |               |                        |
| 12   | 2023年12月13日 | ISBN 978-4-065-34052-3 |               |                        |
| 13   | 2024年4月12日  | ISBN 978-4-065-35302-8 |               |                        |
| 14   | 2024年9月12日  | ISBN 978-4-065-36824-4 |               |                        |
| 15   | 2024年11月13日 | ISBN 978-4-065-37571-6 |               |                        |
| 16   | 2025年4月11日  | ISBN 978-4-065-38800-6 |               |                        |

### 輕小說
| 冊數 | 講談社         | 講談社                 |
| 冊數 | 發售日期       | ISBN                   |
| ---- | -------------- | ---------------------- |
| 1    | 2024年11月13日 | ISBN 978-4-065-37382-8 |

## 電視動畫

### 製作人員
- 原作：莉卡淇
- 導演：駒屋健一郎
- 系列構成、劇本：山田由香
- 角色設計：竹谷今日子
- 色彩設計：伴夏代
- 美術監督：三宅昌和
- 攝影監督：小池真由子
- 音響監督：龜山俊樹
- 音樂：田渕夏海
- 動畫製作：Signal.MD

### 主題曲
片頭曲nina
主唱：坂本真綾，作詞：坂本真綾，作曲、編曲：白戸佑輔。
片尾曲
主唱：東山奈央，作詞、作曲、編曲：椿山日南子。

### 劇集列表
| 集數 | 標題           | 分鏡            | 演出     | 作畫監督                                                                                   | 總作畫監督          | 首播日期       |
| ---- | -------------- | --------------- | -------- | ------------------------------------------------------------------------------------------ | ------------------- | -------------- |
| 1    | 罪的開始       | 後信治          | 國本一穗 | 青木久美子 川口弘明 三澤聖也 王世林 PANDATOWER                                             | 竹谷今日子          | 2024年10月10日 |
| 2    | 失去的名字     | 後信治          | 松井郁洋 | 韓卲而 朴鎭光 白蓮珠                                                                       | 二宮奈那子          | 2024年10月17日 |
| 3    | 入梦之夜       | 後信治          | 三橋和弥 | GIL                                                                                        | 竹谷今日子          | 2024年10月24日 |
| 4    | 启程之日       | 後信治          | 暗黑熊猫 | 西本真吾 金正男 星野光 申羅羅                                                              | 二宮奈那子          | 2024年10月31日 |
| 5    | 深紅眼眸       | 後信治          | 三橋和弥 | 青木久美子 川口弘明 Bak KK battery Lenore                                                  | 竹谷今日子          | 2024年11月7日  |
| 6    | 前所未见的公主 | 後信治          | 國本一穗 | 加藤初重                                                                                   | 加藤初重            | 2024年11月14日 |
| 7    | 大國之夢       | 後信治          | 矢島龍   | GIL 西本真吾 金炅垠                                                                        | 竹谷今日子          | 2024年11月21日 |
| 8    | 血的记忆       | 後信治          | 松井郁洋 | 西本真吾 金正男 星野光 約拿單 申羅羅                                                       | 不適用              | 2024年11月28日 |
| 9    | 牽掛之窗       | 後信治          | 陳凱航   | 陳婷婷 林夢賢 謝佳佳 Sun Zhenliang Ye Chang Weizeng Lamian Meng Run Mao Gaoban Zhou Junjie | 竹谷今日子 加藤初重 | 2024年12月5日  |
| 10   | 口蜜腹剑       | 後信治          | 矢島龍   | Dogwood                                                                                    | 竹谷今日子 横山麻華 | 2024年12月12日 |
| 11   | 欲爱却不能     | 柘植孝 三橋和弥 | 洪佩妮   | 森友繪 Bak Kkbattery Lenore                                                                | 竹谷今日子          | 2024年12月19日 |
| 12   | 辰星的去向     | 柘植孝 後信治   | 國本一穗 | PANDATOWER 楊小花 蒸氣基                                                                   | 竹谷今日子          | 2024年12月25日 |

### 播放媒體
| 播映地區   | 播映電視台 | 播映日期                | 播映時間（UTC+9） | 備註   |
| ---------- | ---------- | ----------------------- | ----------------- | ------ |
| 東京都     | Tokyo MX   | 2024年10月10日—12月25日 | 星期四 22:00      | 不適用 |
| 日本全域   | BS朝日     | 2024年10月11日—12月26日 | 星期五 23:00      | [ b ]  |
| 近畿廣域圏 | 每日放送   | 2024年10月16日—12月30日 | 星期二 23:00      | [ c ]  |

| 播映地區 | 播映平台    | 播映日期               | 播映時間              | 備註   |
| -------- | ----------- | ---------------------- | --------------------- | ------ |
| 中國大陸 | bilibili    | 2024年10月7日—12月23日 | 星期一 21:30（UTC+8） | [ 10 ] |
| 部分地區 | Crunchyroll | 2024年10月7日—12月23日 | 星期一（UTC+8）       | [ 11 ] |

### BD
| 卷數 | 發行日期          | 收錄集數     | 規格編號  |
| ---- | ----------------- | ------------ | --------- |
| 1    | 2025年1月29日     | 第1集—第4集  | DMPXA-400 |
| 2    | 2025年2月26日     | 第5集—第8集  | DMPXA-401 |
| 3    | 2025年3月26日預定 | 第9集—第12集 | DMPXA-402 |

## 外部連結
- 漫畫官方網站（日語）
- 小說官方網站（日語）
- 動畫官方網站（日語）
- 電視動畫的X（前Twitter）（日語）